# 李溶
李溶（813年—840年2月12日），唐穆宗第八子，墓志记为第四子，母杨贤妃，封安王。

## 身世
李溶具体生年不详，墓志记载其逝世时年二十八，当在元和八年（813年）。长庆元年（821年），穆宗将未封王的诸子和诸弟封王，李溶被封为安王。唐穆宗逝世后，继位的是李溶兄长唐敬宗。李溶的母亲杨妃应该是在此后获封太妃。太和八年（834年）九月，与其弟颍王李瀍同授开府仪同三司、检校兵部尚书，李溶又改检校吏部尚书。文宗开成二年（837年）十月，按百官例给李溶、李瀍每月料钱，厚待他俩异于诸王。

## 文宗的皇储候选人
开成三年（838年），文宗之子李永去世，可能是被家仆谋害（文宗另一子蒋王李宗俭薨年记载不详，可能也已去世）。四年（839年），文宗宠妃楊賢妃秘密推荐李溶为皇太弟。杨贤妃、宰相杨嗣复与李溶的母亲杨太妃是本家的关系。后来李瀍继位成为唐武宗后，认定李溶奉承了楊賢妃，得到可能是楊賢妃侄辈的宰相杨嗣复及宦官知枢密劉弘逸的支持，因为杨嗣复希望楊賢妃效法武则天。当文宗就此咨询大臣时，宰相李珏反对立李溶为储。随后，文宗立唐敬宗幼子陈王李成美为太子。六月庆成节，文宗幸十六宅安王、颍王院宴乐，赐与颇厚。

## 身亡
五年（840年），文宗病重，召来劉弘逸和另一宦官薛季稜，让他们去传召杨嗣复和李珏，准备把李成美托付给两位宰相。但是，控制军队的宦官仇士良和魚弘志希望获得新帝的支持，所以反对李成美，称他太年轻且多病。他俩抢先矫文宗诏，将李成美重新降为陈王，改立李瀍为皇太弟，李珏阻止未果。
文宗不久驾崩，仇士良说服尚未即位的李瀍命楊賢妃、李溶、李成美自杀。李溶以图谋成为储君的罪名被赐死于宅邸。八月廿九日，葬于京兆府万年县崇道乡原。
后来李瀍继位为唐武宗，因当初立储之争派宦官去赐死已被贬地方的杨嗣复、李珏，被宰相崔珙、李德裕等劝阻后说：“杨嗣复、刘弘逸志在树立安王。立陈王尚且是文宗遗旨，杨嗣复、刘弘逸欲立安王全是希杨妃意旨。杨嗣复曾写信给杨妃要她效武则天临朝。”崔珙、李德裕等说：“此事暧昧，真假难辨。”武宗说：“杨妃曾卧病，其弟杨玄思奉文宗命入内侍疾一月有余，趁机内外交通。朕细问内人，了解了情状，不欲外宣。假如安王得志，我岂有今日，他岂能容我？”然后忧伤地说：“为卿等赦之。”于是追回了前去赐死杨、李的宦官，再贬他们。

## 轶闻
《唐阙史》记载：文宗于十六宅西别建安王溶、颍王瀍院，数次驾幸，纵酒如家人礼。文宗驾崩时，太子李成美年幼且有病不堪担当军国大事。仇士良认为安王是文宗亲弟，贤能且年长，于是发动左、右神策军及飞龙、羽林、骁骑数千人去藩邸奉迎安王。宦官遥呼：“迎大者！迎大者！”数四，因为安王是兄长，所以“大者”指的就是他。等兵仗到了二王宅，兵士们互相说：“奉命迎大者，不知安、颍孰为大者？”颍王的王夫人偷偷听到了，就拥髻褰裙走出，说：“大者就是颍王。大家（指皇帝）的左右因为颍王魁梧颀长，都呼为大王，且与中尉（指仇士良）有死生之契，你们如果弄错了，必遭灭族啊！”当时安王心里认为自己按次序应该得立，心生疑虑且懦弱，害怕，没敢出来。颍王神气抑扬，隐于屏间，王夫人从屏后拥他出来。众人惑于其语，于是扶上马，以兵甲簇拥到少阳院。宦官们知道已经迎错人了，无人敢出言，于是罗拜马前，连呼万岁。不久矫诏，以颍王瀍为皇太弟，权句当军国事。《新唐书·王贤妃传》也称王贤妃当初秘密帮助颍王登基，故在颍王登基为武宗后进号才人。
司马光《资治通鉴考异》认为《新唐书·王贤妃传》此记载是取材于《唐阙史》，认为“按立嗣大事，岂容缪误！”故依据文宗、武宗实录，而没有参考《唐阙史》。

## 延伸阅读
[在维基数据编辑]
 《舊唐書/卷175》，出自刘昫《舊唐書》